# Свещени имена
Свещени имена е термин от палеографията за съкратено изписване на лични имена, титли, термини и често срещани думи в старобългарската богословска литература. Латинският термин Nomina Sacra, означаващ „свято име“, описва подмножество на свещените имена.

## Значимост
Анализът на използваните съкращения е важен, тъй като може да помогне за определяне както на палеографската възраст, така и на мястото на създаване на ръкописи. Съкратеното изписване на свещени имена се въвежда в старобългарския език заедно с кирилицата още през IX век.
През 1907 г. терминът Nomina Sacra е въведен от Лудвиг Траубе, който го е открил в творби на каролинския екзегет Кристиан фон Ставелот.

## Видове съкращения
Различават се три вида съкращения: суспензия, контракция и титул (под знак).

### 1. Суспензия
Първата част от думата се изписва, а останалата част отпада, напр. IMP = IMPERATOR. Екстремна форма са така наречените litterae singulares, при които се запазва само първата буква, напр. A = AUGUSTUS, M = MARCUS. На този принцип могат да се съкращават също фрази и изречения, напр. SPQR = Senatus Populusque Romanus, SRE = Sancta Romana Ecclesia, SRI = Sacrum Romanum Imperium.

### 2. Контракция
Начало и край на дума се изписват, букви между тях отпадат, напр. INRI=Iesus Nazarenus Rex Iudaeorum, aucte = auctoritate, nr = noster, mia = misericordia, ecclia = ecclesia, ptus = predictus. Този метод произхожда от съкращаването на Свещени Имена (Nomina Sacra), напр. ΘΣ= Θεός, ΠΗΡ= Πατήρ, ΠΝΑ= Πνεῦμα.
Широко известен пример е Христовият монограм (Хризма, Христограм) IC XC, като при съкращаване на имената Исус и Христос на латиница се запазват гръцките букви или се комбинират с латински, като се прави и транслитерация на Σ (сигма) към C (сърповидна сигма): ΙΗΣΟΥΣ = ihs, Χριστός= xps, Ιησούς Χριστός = IC XC.
Друг пример е монограмът на Богородица ΜΡ ΘΥ от гръцкото Μαρία Θεοτόκος, състоящо се от Μαρία за Дева Мария и Θεοτόκος за гръцкото „Εκείνη που τίκτει Θεό“, превеждано като „Онази, която ражда Бог“.

### 3. Под знак (титул)
За съкращаване под знак се използва както обикновен, така и буквен титул. Обикновеният титул е хоризонтална чертица над съкратено изписана дума (надредно), напр. Исус – и͠с. Буквен титул е надреден знак (дъгичка) над съкратени букви над съкратено изписана дума, напр. Кръст – крⷭ҇тѣ̀ , Христа – хрⷭ҇та̀ , Божествена – бжⷭ҇т́внаа. Името на буквен титул се определя от името на буквата, която съдържа, напр. добро-титул ⷣ҇ в бцⷣ҇а (Богородица), глагол-титул ⷢ҇ в еѵⷢ҇лїе (Евангелие), он-титул ⷪ҇ в прⷪ҇ро́къ (Пророк), рцы-титул ⷬ҇ в имⷬ҇къ (Имярек), слово-титул ⷭ҇ в хрⷭ҇та̀ (Христа). При съкратено крайно ъ в думи като въ, изъ, надъ се ползва знакът { ⸯ }, наричан паерок, ерок, ерчик, ертица, в. напр. поꙁнахⸯ. 

## Използване в ръкописи
Свещени имена могат да бъдат намерени в някои от най-старите новозаветни ръкописи, например в Евангелието от Йоан в папируса „Бодмер II“ (II век). В началото на III век свещени имена понякога са били изписвани съкратено в християнски надписи. Това води до комбинации от гръцки букви като IH (йота-ета), IC (йота-сигма) или IHC (йота-ета-сигма) за „Исус“, както и XC (chi-sigma), XP (chi-ro) и XPC (chi-rho-sigma) за „Христос“. Тук „С“ означава лунната форма на гръцката буква сигма. Тази практика е възприета и в латинския Запад, отчасти при запазване на гръцки или латински, както и със смесване. Например гръцката буква C (сигма) може да бъде звуково транскрибирана в латинската азбука, което води до IHS и XPS. Изцяло на латински се изписват DS (Deus), DNA (Dominus), PR (pater), SPS (spiritus), SCS (sanctus) NR (noster), INRI (IESVS NAZARENVS REX IVDAEORVM), също OMPS или OPS (omnipotens). Гръцките и латинските склонения могат да бъдат представени и чрез заместване на последната буква, например DNI (Domini), DNM (Dominum). Същият феномен се наблюдава при монограми, както и при начални думи – съкратени или подчертани в началото на пасажи, в богослужебни и библейски ръкописи, худжествено оформени и с вложен интерпретационен смисъл, напр. TI (Te igitur) в началото на Canon Missae, VD (vere dignum) в началото на praefatio, B (beatus vir) в началото на Псалтира, LI или LIB (liber generationis) в началото на Евангелието от Матей, XPI (Christi autem generatio) в началото на родословното дърво на Исус в Евангелието от Матей (Мат. 1,18); IN (initium evangelii) в началото на Евангелието от Марк, Q (quoniam quidem) в началото на Евангелието от Лука, INP (in principio) в началото на Евангелието от Йоан. Традицията на свещените имена се среща също в коптски, арменски и готически ръкописи.

## Използване и развитие в старобългарския език
Първият писмено засвидетелстван славянски език е старобългарският, чиито най-ранни писмени паметници са създадени през IX век и са запазени от X век. Значително по-късно след тях са създадени ранните писмени паметници на останалите славянски езици: на руски през XI в., на сърбохърватски през XII в., на чешки през XIII в., на полски през XIV в.
През IX век в църковния старобългарски език се въвежда кирилицата и съкратеното изписване (контракция) на свещените имена, като първоначално се подражава на гръцките образци. В ръкописите от XI век е значително разширена съвкупността от свещени имена и техните варианти на изписване, като са добавени и редица новосъздадени думи. От XII до XIV век използването на титла като знак за съкращение при свещени имена, при термини или при често срещани думи расте непрекъснато, и то не само при молитвите, както се е практикувало отначало.
Тълкуването на всеки титул зависи от контекста. Константин Костенечки представя различни по смисъл графични варианти на титул в граматически трактат: „Какво е титлата? Само белег за думата, който съдържа под себе си и букви, за да означат важните думи. И това показва голямото изкуство на мъдреците във всички писания, защото в Коласаи видяхме изписан целия Псалтир върху две коли не само с титлите, но и със знаците над буквите.“ 
Предимно се съкращават често срещаните, добре познати думи, например г҃ь вместо господь. Такива съкращения се употребяват и днес в християнските общности по света, в надписи върху съвременни икони и в богослужебни книги, отпечатани на църковнославянски език, особено за съкратено изписване на свещени имена (Nomina Sacra) в богословската литература. Пълното заглавие на трактата гласи:
Сказа́нїе и҆зьꙗ҆вл́нно ѡ҆ пи́сменеⷯ, ка́ко дръжа́ти се, да не́ прѣложенеⷨ си́ ⷯ растлѣваютсе бжⷭ҇т́внаа писа́нїа. и҆ ка́ко и҆ коиⷨʹ ѡбразоⷨ и҆ н҃нга́ но́во и҆здава́емаа погы́бають. и҆ въсе́гаⷣ бл҃гочь́стивїи самодръ́жци тщоу́тсе о҆ и̑зда́нїи.⸱ ѡ҆брѣта́юше си́ ⷯ растлѣнныⷯ. и҆ ѡ҆ о҆дѣа́нїи си́ ⷯ, и҆ зна́мениⷯ. ибо̀ не́ въ пи́сменеⷯ тъ́чїю растлѣва́ютсе, нь̑ и҆ въ си́лаⷯ гла́са, и҆ оу҆че́нїи ѡ҆троче́ть, и҆ разли́чїи мнѡ́ѕѣ ⷯ. ѡ҆ ихже длъ́жни есмы назна́мена́ти кое́моужⷣе ѡбраз.,
да се чете:
Сказание за буквите как да се спазват правилата, за да не се покваріават Божествените писаниіа заради объркването им и как и по какъв начин дори и днес погубват новите преводи, и благочестивите самодържци винаги се стараіат да има нови преводи, когато намеріат, че старите са покваренн. Н за одеіаниіата на буквите, и за знаците, защото хората бъркат не само буквите, но и ударениіата. И за обучението на децата, и за различаването на много букви. Поради това сме длъжни да опишем всіако поотделно.

## Свещени имена в старобългарския език
| Свещени имена в старобългарския език | Съкращения под титул     | Съответствия по езици                   | Съответствия по езици     | Съответствия по езици                       | Съответствия по езици      |
| Свещени имена в старобългарския език | Съкращения под титул     | Руски                                   | Гръцки                    | Латински                                    | Английски                  |
| ------------------------------------ | ------------------------ | --------------------------------------- | ------------------------- | ------------------------------------------- | -------------------------- |
| Ангел                                | аг͠гл, ан͠ћл               | Ангел                                   | Άγγελος                   | Angelus                                     | Angel                      |
| Апостол                              | апⷭ҇л, апⷭ҇                  | Апостолы                                | Απόστολος                 | Apostoli                                    | Apostle                    |
| Април                                | апрⷧ҇и                     | Апрель                                  | Απρίλιος                  | Aprilis                                     | April                      |
| Архангел                             | архагг͠л                  | Архангел                                | Αρχάγγελος                | Archangelus                                 | Archangel                  |
| Архиепископ                          | архиеппⷭ҇ъ                 | Архиепископ                             | Αρχιεπίσκοπος             | Archiepiscopus                              | Archbishop                 |
| Благовещение                         | благовⷳ҇ѣние               | Благовещение Пресвятой Богородицы       | Ευαγγελισμός Της Θεοτόκου | Annuntiatio Domini                          | Annunciation               |
| Блажен                               | бл͠ж                      | Блаженный                               | Μακάριος                  | Beatus                                      | Blessed                    |
| Бог Отец                             | б͠ъ о͠ць                   | Бог Отец                                | Θεός Πατέρας              | Deus Pater                                  | God The Father             |
| Бог Син                              | б͠ъ с͠нъ                   | Бог Сын                                 | Θεός ὁ Υἱός               | Deus Filius                                 | God The Son                |
| Бог                                  | б͠ъ                       | Бог                                     | Θεός                      | Deus                                        | God                        |
| Богородица                           | бцⷣ҇а                      | Богоро́дица, Дева Мария, Царица Небесная | Παναγία, Θεοτόκος         | Dei Genetrix, Deipara                       | Mother of God, God-bearer  |
| Богослов                             | бгⷪ҇слов                   | Богослов                                | Θεολόγος                  | Theologus                                   | Theologian                 |
| Богоявление                          | бгⷪ҇авлѥниѥ                | Богоявление                             | Θεοφάνια                  | Sollemnitas Epiphaniae Domini               | Epiphany                   |
| Божество                             | бжⷭ҇тво                    | Божество                                | Θεότητα                   | Divinitas                                   | Deity                      |
| Божията Майка                        | мт͠рь, мⷬ҇                  | Мать                                    | Μήτηρ                     | Māter                                       | Mother                     |
| Бъдни вечер                          | бѫдни вечеⷬ҇ ст͠ъ           | Рождественский Сочельник                | Παραμονή Χριστουγέννων    | Vesper Sanctus                              | Christmas Eve              |
| Великден, Възкресение Христово       | въскрⷭ҇енïе х͠во            | Пасха, Христово Воскресение             | Πάσχα, Ανάσταση           | Pascha, Festum Ressurectionis Christi       | Easter, Resurrection       |
| Глас                                 | глаⷭ҇                      | Голос                                   | Φωνή                      | Vox                                         | Voice                      |
| Господ                               | гдⷭ҇ь, гⷭ҇ь, г͠ь              | Господь                                 | Κύριος                    | Dominus                                     | Lord                       |
| Давид                                | да͠вдъ, дд͠                | Давид                                   | Δαβίδ                     | David                                       | David                      |
| Душа                                 | дш͠а                      | Душа                                    | Ψυχή                      | Anima                                       | Soul                       |
| Евангелие                            | еѵⷢ҇лие, евⷸ҇а, евⷢ҇а          | Евангелие                               | Ευαγγέλιο                 | Evangelium                                  | Gospel                     |
| Епископ                              | епⷭ҇коп, еп͠п               | Епископ                                 | Επίσκοπος                 | Episcopus                                   | Bishop                     |
| Йерусалим                            | ем͠ѣ, иемⷧ҇ѣ                | Иерусалим                               | Ιερουσαλήμ                | Hierosolyma                                 | Jerusalem                  |
| Израилско Царство                    | і҆и͠лѣ                     | Северно-Израильское Царство             | Βασίλειο Του Ισραήλ       | Regnum Israel                               | Kingdom Of Israel          |
| Иисус Христос                        | ї͠сѣ х͠ѣ                   | Иисус Христос                           | Ιησούς Χριστός            | Iesus Christus                              | Jesus Christ               |
| Княз                                 | кн҃ꙃь                     | Князь                                   | Κνιάζ                     | Comes, Princeps                             | Knyaz                      |
| Кръст Животворен                     | крⷭ҇тъ                     | Крест                                   | Σταυρός                   | Crux                                        | Cross                      |
| Кръщение                             | кр͠штєниѥ                 | Крещение                                | Βάπτιση                   | Baptismus                                   | Baptism                    |
| Митрополит                           | миⷮ҇ропѡлитъ               | Митрополит                              | Μητροπολίτης              | Metropolita                                 | Metropolitan Bishop        |
| Младенец                             | мⷧ҇адънеⷰ҇                   | Дитя Иисус, Младенец                    | Θείο Βρέφος               | Infans, Parvulus                            | Child Jesus                |
| Молитва                              | мл͠тва                    | Молитва                                 | Προσευχή                  | Prex                                        | Prayer                     |
| Мъдрост                              | мⷣ҇рость                   | Мудрость                                | Σοφία                     | Sapientia                                   | Wisdom                     |
| Мъченик                              | мч҃нк, мⷺца                | Мученик                                 | Μάρτυρας                  | Martyr                                      | Martyr                     |
| Небеса                               | нбⷪ҇, н͠бо, нбⷭ҇а             | Небо                                    | Οὐρανός                   | Caelum                                      | Sky                        |
| Неделя                               | нлⷣ҇ѧ                      | Воскресенье                             | Κυριακή                   | Dies Solis                                  | Sunday                     |
| Нова Година                          | ноⷡ҇ лъⷮ҇                    | Новый Год                               | Πρωτοχρονιά               | Annus Novus                                 | New Year                   |
| Ноември                              | ноѩⷠ҇                      | Ноябрь                                  | Νοέμβριος                 | November                                    | November                   |
| Октомври                             | октоⷠ҇                     | Октябрь                                 | Οκτώβριος                 | October                                     | October                    |
| Пророк                               | прⷪ҇рк, пкъⷬ҇                | Пророк                                  | Προφήτης                  | Propheta                                    | Prophet                    |
| Рождество Христово                   | рожⷣ҇ство х͠во              | Рождество Христово                      | Χριστούγεννα              | Christi Natalis                             | Christmas                  |
| Света Троица                         | ст͠аѧ трⷪ҇ца                | Троица                                  | Αγία Τριάδα               | Trinitas                                    | Trinity                    |
| Светец                               | ст͠ьць                    | Святой                                  | Άγιος                     | Sanctus                                     | Saint                      |
| Свети Апостол Йоан Богослов          | с͠тааⷢ҇ иѡⷩ҇а апⷭ҇л бгⷪ҇словца    | Иоанн Богослов                          | Ιωάννης Ο Απόστολος       | Ioannes                                     | John The Apostle           |
| Свети Дух                            | с͠тааⷢ҇ д͠ха                 | Святой Дух                              | Άγιο Πνεύμα               | Spiritus Sanctus                            | Holy Spirit                |
| Свети Иван Рилски                    | с͠тааⷢ҇ иѡⷩ҇а рьілскаⷢ҇         | Св. Иоанн Рыльский                      | Άγιος Ιωάννης Της Ρίλας   | Sanctus Ioannis Rylensis (Ioannes, Joannes) | St. John Of Rila           |
| Свети Йоан Кръстител                 | с͠тааⷢ҇ і҆ѡ͠ крⷭ҇титель         | Св. Иоанн Креститель                    | Άγιος Ιωάννης ο Πρόδρομος | Sanctus Ioannes Baptista                    | John the Baptist           |
| Свещеник                             | свⷳ҇къ, свѧⷳ҇никъ            | Священник                               | Ιερέας                    | Sacerdos                                    | Priest                     |
| Септември                            | септⷠ҇                     | Сентябрь                                | Σεπτέμβριος               | September                                   | September                  |
| Слънце                               | сл͠нце                    | Солнце                                  | Ήλιος                     | Sol                                         | Sun                        |
| Спасение                             | спⷭ҇ие                     | Спасение                                | Σωτηρία                   | Salvatio                                    | Salvation                  |
| Спасител                             | сп͠асъ, спⷭ҇ль              | Спаситель, избавитель                   | Σωτήρ                     | Salvator                                    | Saviour                    |
| Страстна Седмица                     | веліѩⷦ҇ неⷣ҇                 | Страстная Неделя                        | Μεγάλη Εβδομάδα           | Hebdomada Sancta                            | Holy Week                  |
| Успение на Света Богородица          | ѹсъпеньие ст͠ꙑѩ бцⷣ҇ѧ       | Успение Богородицы                      | Κοίμηση Της Θεοτόκου      | Dormitio Sanctae Dei Genetricis             | Dormition Of The Theotokos |
| Храм                                 | храⷨ҇                      | Храм                                    | Ναός                      | Templum                                     | Temple                     |
| Християнство                         | крт҇ⷭїаньство, хрт҇ⷭиꙗньство | Християнство                            | Χριστιανισμός             | Religio Christiana                          | Christianity               |
| Цар                                  | цр͠ь, цс͠р                 | Царь                                    | Τσάρος                    | Tzar                                        | Tsar                       |
| Цветница                             | сѫⷠ҇. цвѣтьнаꙗ             | Вход Господень в Иерусалим              | Κυριακή Των Βαΐων         | Dominica In Palmis De Passione Domini       | Palm Sunday                |
| Църква                               | цр͠квъ                    | Церковь                                 | Εκκλησία                  | Ecclesia                                    | Church Building            |
| Човек                                | члвⷦ҇, чл͠к, ч͠к             | Человек                                 | Άνθρωπος                  | Homo                                        | Human being                |
| Юли                                  | июⷧ҇                       | Июль                                    | Ιούλιος                   | Iulius                                      | July                       |